# MC G15
Gabriel Paixão Soares (Duque de Caxias, 1 de outubro de 1998), mais conhecido pelo seu nome artístico MC G15, é um cantor brasileiro de funk ousadia. Tornou-se internacionalmente conhecido pelo lançamento da canção "Deu Onda", em novembro de 2016, single que esteve no topo da playlist mundial da plataforma Spotify.

## Carreira
Gabriel nasceu na cidade de Duque de Caxias em 1998, e teve sua carreira alavancada quando mudou-se para a cidade de São Paulo em 2015, onde reside no distrito Saúde, localizado na Zona Sul. Sua primeira canção notória foi "Você foi Diferente", lançada como videoclipe em 11 de abril de 2016 pela GR6 Produções. Em setembro do mesmo ano, G15 lançou a canção "Eu falei pra elas", com videoclipe produzido por KondZilla.
Tornou-se conhecido em todo o país pelo lançamento da canção "Deu Onda", em novembro de 2016. A primeira versão, com versos explícitos e conotação sexual evidente foi disponibilizada pela GR6 em 22 de novembro, e a versão light lançada como videoclipe por KondZilla em 21 de dezembro. A canção é referida como o "hit do verão e do Carnaval de 2016" em Campo Grande, MS. Segundo o próprio artista, a canção foi inspirada em sua namorada, Ingrid, e no filme de terror Invocação do Mal. O cachê do artista foi alavancado em 500% após o lançamento da referida canção.
A versão original da música traz polêmicas pelos versos: "Que vontade de foder, garota / Eu gosto de você / Fazer o que / Meu pau te ama", os quais foram substituídos na segunda versão, executada em rádios: Que vontade de te ter, garota / Eu gosto de você / Fazer o que / O pai te ama. A canção já foi reproduzida por artistas como Anitta em seus shows. "Deu Onda" se tornou em 29 de dezembro o vídeo mais assistido do YouTube em uma semana, com cerca de 19 milhões de visualizações, superando "Sim ou Não", da cantora Anitta, que teve 11 milhões de acessos. A canção foi a música mais executada no Reveillon de 2016, nas plataformas Spotify, Apple Music e Deezer, além de ter sido a mais vendida no iTunes no país neste período. Em 3 de janeiro de 2017, "Deu Onda" tornou-se a canção mais executada na playlist mundial do Spotify.
Compôs uma paródia para a música "Deu Onda" em homenagem ao Botafogo, seu time do coração, a qual foi veiculada na Rede Globo antes da partida da equipe contra o Colo-Colo pela Copa Libertadores da América de 2017. Em 12 de fevereiro de 2017, espalhou-se pela internet um boato de que o cantor havia sido preso, o que foi negado pela assessoria do próprio.

## Canções

### Singles[16]
- "Na onda do boldo"
- "Mina bandida"
- "Muito louca"
- "Leva pro QG"
- "Quadrilha"
- "Joga A"
- "Quadrilha versão light"
- "Você foi diferente"
- "Eu falei pra elas"
- "Portãozinho" (MRibeiro)
- "Deu Onda" (versão explícita)
- "Deu Onda" (versão clean)
- "Ela é linda"
- Cara Bacana
- "A Distância Ta Maltratando"

### Outras canções
- "Beijo molhado"
- "Sua malvada"
- "Nois é o trem bala" (part. MC TH)
- "Homenagem"
- "Üm Pro Outro"
- "Novinha Experiente"

Videoclipes
- "Você foi diferente" (Prod. GR6 Filmes)
- "Eu falei pra elas" (Prod. KondZilla)
- "Deu Onda" (Versão Light) (Prod. KondZilla)
- "Sua malvada" (Prod. GR6 Filmes)
- Cara Bacana (Prod. GR6 Filmes)
- Cara Bacana (Prod. KondZilla)

## Vida pessoal
Gabriel mantém um relacionamento sério com Ingryd Tawane desde que ambos tinham 13 anos. Em 17 de fevereiro de 2017, o cantor anunciou que ela estava esperando pela primeira filha do casal batizada de Yunet.